# Сноуборд на зимних Азиатских играх 2017
Сноуборд на зимних Азиатских играх 2017 — соревнования по сноуборду, которые прошли в рамках зимних Азиатских игр 2017 года.
Все соревнования прошли в Саппоро, Япония, с 23 по 25 февраля 2017 года на лыжном курорте Саппоро Тэйнэ (слалом) и горнолыжной базе «Саппоро Банкэй» (хафпайп).
Всего было разыграно 6 комплектов медалей, по 3 у мужчин и женщин.

## Медалисты

### Мужчины
| Дисциплина        | Золото                      | Серебро                      | Бронза                          |
| ----------------- | --------------------------- | ---------------------------- | ------------------------------- |
| Хафпайп           | Чжан Ивэй Китай             | Квон Ли-чон Республика Корея | Аюму Нэдэфудзи Япония           |
| Слалом            | Ли Санг-Хо Республика Корея | Юя Судзуки Япония            | Ким Санг-Кайум Республика Корея |
| Гигантский слалом | Ли Санг-Хо Республика Корея | Чхве Бо-гон Республика Корея | Синносукэ Камино Япония         |

### Женщины
| Дисциплина        | Золото             | Серебро            | Бронза                     |
| ----------------- | ------------------ | ------------------ | -------------------------- |
| Хафпайп           | Лю Цзяюй Китай     | Цай Сюэтун Китай   | Куруми Имаи Япония         |
| Слалом            | Цзан Жусинь Китай  | Эри Янетани Япония | Син Да Хэ Республика Корея |
| Гигантский слалом | Эри Янетани Япония | Цзан Жусинь Китай  | Гон Найин Китай            |

## Медальный зачёт
| Место | Страна           | Золото | Серебро | Бронза | Всего |
| ----- | ---------------- | ------ | ------- | ------ | ----- |
| 1     | Китай            | 3      | 2       | 1      | 6     |
| 2     | Республика Корея | 2      | 2       | 2      | 6     |
| 3     | Япония           | 1      | 2       | 3      | 6     |
| Всего | Всего            | 6      | 6       | 6      | 18    |